# Papa Celestí III
Celestí III (Roma, 1106 - † Roma, 8 de gener de 1198) va ser Papa de l'Església Catòlica del 1191 al 1198.
De nom Giacinto Bobone, va néixer al si de la família Orsini, una família noble romana i durant 47 anys va servir l'Església en qualitat de Cardenal Diaca fins que l'any 1191, a l'edat de 85 anys, va pujar al soli per al que va haver de prendre les ordes sacerdotals el dia abans de la seva consagració.
L'endemà, va coronar l'emperador Enric VI en una cerimònia que va simbolitzar la supremacia absoluta de l'emperador que es posarà de manifest en les futures relacions entre ambdós. Així, quan Enric VI va ordenar assassinar el bisbe de Lieja, Alberto di Lovanio, el papa no va gosar ni tan sols recriminar-ho; i quan va mantenir presoner al rei anglès Ricard Cor de Lleó, que per ordre seva havia capturat Leopold V el Virtuós mentre tornava de la Tercera Croada, només es va atrevir a excomunicar aquest, i Ricard només va recuperar la llibertat després del pagament d'un abundant rescat a Enric.
També dins de l'àmbit polític va confirmar, en 1192, de forma definitiva els estatuts de l'Orde dels Cavallers Teutons.
Poc abans de morir, el 8 de gener de 1198, va expressar la seva intenció d'abdicar nomenant un successor, però els cardenals no li ho van permetre.
Va ser enterrat a la Basílica de Sant Joan del Laterà.
Les profecies de Sant Malaquies es refereixen a aquest papa com De rure bovensi (De camp de bous), que fa referència tant a la seva família, els Bovis (bous), i que era originari de la campanya romana.